# Il cacciatore silenzioso
Il cacciatore silenzioso (titolo originale Kaninjagaren) è un romanzo giallo dello scrittore svedese Lars Kepler, pubblicato in Svezia nel 2016.
Il libro è il sesto della serie con protagonista l'ispettore di origini finniche Joona Linna, della polizia criminale di Stoccolma.
La prima edizione del romanzo è stata pubblicata nell'anno 2016  da Longanesi.

## Trama
Un uomo facoltoso richiede i servizi di una escort per una notte, all'interno della sua villa. La ragazza si sente subito a disagio e impaurita dall'uomo, fino a quando un misterioso uomo entra all'interno dell'abitazione uccidendone il proprietario, ma lasciando in vita la ragazza. Si scoprirà che l'uomo assassinato è il ministro degli Esteri e, di conseguenza, la Sapo, polizia di sicurezza svedese, entra subito in azione ed è Saga Bauer la prima ad arrivare sul posto. L'assassinio sembra ricollegarsi ad una serie di atti terroristici avvenuti a livello internazionale, per cui la Sapo richiede l'aiuto dell'ex ispettore Joona Linna, in carcere da due anni in seguito agli eventi avvenuti nel precedente romanzo.

## Edizioni
- Lars Kepler, Il cacciatore silenzioso, traduzione di Andrea Berardini, Milano, Longanesi, 2016. ISBN 978-88-304-4597-0.
- Lars Kepler, Il cacciatore silenzioso, traduzione di Andrea Berardini, Milano, TEA, 2017. ISBN 978-88-502-4801-8.